# نيكولاي لادوفيسكي
نيكولاي لدوفيسكي (بالروسية: Николай Александрович Ладовский ؛ بالإنجليزية: Nikolai Ladovsky ؛ 1881-1941) معماري روسي ومهندس تصميم صناعي رائد، وأحد رموز البنائية الروسية، كما يُعتبر أحد قادة العقلانيين في عمارة القرن العشرين. عُرف لادوفيسكي بأنه مؤسس المدارس السوفيتية والروسية لتدريب الهندسة المعمارية وهندسة التصميم الصناعي، حيث تخرجت على يده أجيال من المهندسين السوفييت الذين نشطوا خلال حقبة العمارة الستالينية، والتي استمرت لعقود. كما تزعم اتجاه داخل المدرسة البنائية الروسية أطلق عليه «رابطة المعماريين الجدد» أو اختصارا (بالإنجليزية: ASNOVA).

## أسلوبه الفني
اهتم لادوفيسكي وركز على تطوير منهج علمي للبحث في طبيعة العمليات الإدراكية للأشكال المختلفة وتأثيرها على المشاهد أو المتحسس لها. وكان يحاول تقريب منهجه هذا إلى علم الاقتصاد السياسي، لربطه بمادئ الثورة الماركسية-اللينينية من خلال النظر إلى عملهم على أنه نوع من «اقتصاد الأدراك»، وكان الهدف الرئيس محاولة بحث العلاقة بين الأشكال الهندسية الصناعية الجديدة، والقوانين الموضوعية التي تحكم عمليات الإدراك الحسي. وفي المحصلة كان يؤمل الوصول إلى أشكال تحقق أكبر قدر من «توفير الطاقة الإدراكية» لدى الإنسان في تعامله مع هذه الأشكال وذلك لأنها يمكن أن تؤدي أهدافها الإدراكية والانفعالية - التعبيرية بأقصر الطرق، وأقل كمية من الجهد الإدراكي. وبالتالي، فقد تلقت الدراسات الشكلية العلمية جل اهتماماته، وأطلق على أنصار هذا التوجه «العقلانيين» (Rationalists).

## رابطة المعماريين الجدد
ثمة اتجاه تصميمي آخر شغل مساحة مهمة في مشهد الهندسة المعمارية والصناعية بروسيا إبان تلك الفترة الزمنية، دعي الاتجاه المنطقي العقلاني (Rationalism).
كان الاتحاد السوفييتي بعد الحرب الأهلية الروسية مباشرة، مفتقر إلى حد كبير إلى هيئات تنفذ مشاريع لأبنية جديدة. بالرغم من ذلك، كانت مدرسة Vkhutemas الروسية الفنية قد بدأت بجناحها المعماري في 1921، والتي قادها لادوفيسكي والتي كان تدعى ب (ASNOVA) وهي اختصار لرابطة المعماريين الجدد. حيث كانت تعتبر من المدارس الريادية في هندسة التصميم والعمارة بروسيا. كانت طرق ومناهج التدريس فيها وظيفية وفنتازية. عاكسة الاهتمام بعلم النفس الغشتالتي والتي قادت إلى تجارب جريئة في الأشكال مثل مطعم Simbirchev الزجاجي المعلق.

## أعماله

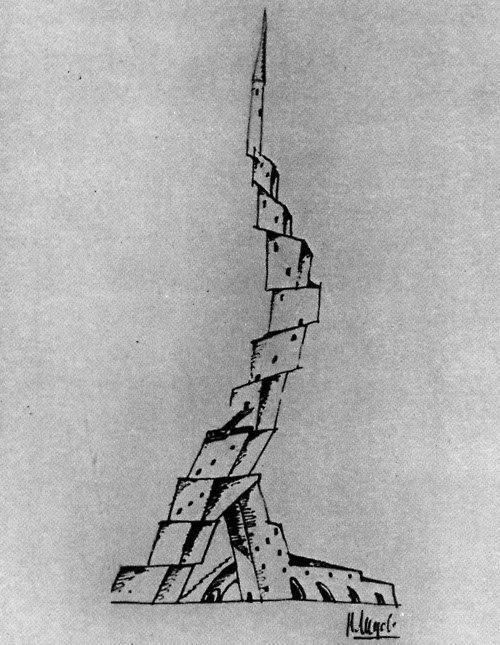
مشروع لمجمع سكني، 1920